# Beto Cuevas
Luis Alberto "Beto" Cuevas Olmedo var forsanger i den nu opløste chilenske rockgruppe, La Ley.  Han blev født i Santiago de Chile, men voksede op i Montréal, Quebec i Canada, som hans familie flyttede til for at undgå Augusto Pinochets militærdiktatur (1973-1990) i Chile.  Han bor nu i Los Angeles, Californien i USA, er gift og har to børn (født 1987 og 1992).  Cuevas taler flydende fransk, engelsk og spansk.
Under en rejse i 1988 til Santiago, mødte Beto La Leys trommeslager, Mauricio Claveria.  Claveria foreslog Cuevas at blive medlem af gruppen, som havde mistet to medlemmer.  Cuevas havde i 1989 debut som sanger på gruppens første fuldlængde album, Desiertos, der dog ikke blev en succes og ikke optræder som et officielt album.  Gruppens næste album, Doble Opuesto fra 1991, indeholdt blandt andre en coverversion af Rolling Stones' "Angie", og blev en stor succes.
Ud over at have medvirket i mindre musikalske projekter, har Cuevas blandt andre også samarbejdet med den chilenske gruppe Los Prisioneros på deres album Manzana fra 2004, hvor han spillede på synthesizere, guitar og sang på sangene "Insatisfacción", en "reversion" of the Rolling Stones-sangen "(I Can't Get No) Satisfaction", og "Eres Mi Hogar".
Som skuespiller spillede Cuevas en Opus Dei-præst i filmen La mujer de mi hermano (2005) og en satanisk kultleder i horrorfilmen Borderland (2007).
Cuevas udgav den 23. september 2008 i Latinamerika og den 30. september 2008 i USA sit første soloalbum, Miedo Escenico, som han producerede sammen med Steve Tushar og Aureo Baqueiro.

## Diskografi

### Soloalbummer
- 2008: Miedo Escenico

### Albummer med La Ley
- 1990: Desiertos
- 1991: Doble Opuesto
- 1993: La Ley
- 1994: Cara de Dios
- 1995: Invisible
- 1998: Vértigo
- 2000: Uno
- 2001: La Ley MTV Unplugged
- 2003: Libertad
- 2004: Historias e Histeria
- 2014: Retour
- 2016: Adaptación